# 何塞·马里亚·卡斯特耶特
何塞·马里亚·卡斯特耶特（1926年12月15日—2014年1月9日），是一名西班牙作家、诗人、批判家、出版家和编辑。

## 生平
1926年12月15日，卡斯特耶特出生于西班牙巴塞罗那，1955年开始写作，他用西班牙语和加泰罗尼亚语进行创作。他的创作持续到2012年。2014年1月9日，他死于肺炎，享年87岁。